# Шембек, Ян
Ян Себастьян Шембек (ок. 1672 — 8 апреля 1731) — крупный государственный деятель Речи Посполитой, референдарий великий коронный (1699—1702), подканцлер коронный (1702—1712), управитель (wielkorządca) краковский (1709), канцлер великий коронный (1712—1731). Староста бечский (1695—1706), грудзендский, ломжинский, любачевский и рожанский.

## Биография
Представитель польского шляхетского рода Шембек герба «Шембек». Старший сын каштеляна краковского Францишека Шембека (ок. 1620—1693) от второго брака с Барбарой Анной Рупневской (ум. 1706). Братья — Станислав, Преслав, Михал, Антоний, Людвик, Францишек, Кшиштоф Анджей и Александр Казимир Шембеки.
В 1697 году был избран депутатом от Краковского воеводства на элекционный сейм, где поддержал кандидатуру саксонского курфюрста Августа II Сильного на польский королевский трон. Превзошел своего старшего брата, примаса Польши Станислава Шембека, способностями, амбициями и энергией. Перешел на службу к новому королю Августу Сильному, вскоре занял в его окружении первое место. В 1699 году получил должность референдария великого коронного, а в 1702 году — подканцлером коронным и фактическим руководителем королевской политики.
После отречения Августа Сильного от польского престола Ян Шембек сохранил ему верность и в 1712 году получил в награду должность канцлера великого коронного.
С 22 декабря 1701 по 6 февраля 1702 года Ян Шембек исполнял обязанности маршалка ординарного сейма в Варшаве.
В 1704 году стал членом Сандомирской конфедерации.
Скончался в Варшаве, был похоронен в Кафедральном соборе Святого Иоанна Крестителя.

## Семья и дети
Был женат на Еве Лещинской (ум. 1733), дочери воеводы калишского Стефана Лещинского (ум. 1722) и Иоанны Терезы Бжостовской. Дети:
- Бигильда Шембек (ок. 1723—1747), муж с 1738 года каштелян краковский Ежи Август Мнишек (1715—1778).